# خورشیدگرفتگی ۱۹ اکتبر ۱۸۰۸
خورشیدگرفتگی ۱۹ اکتبر ۱۸۰۸ (به انگلیسی: Solar eclipse of 19 October 1808) یک خورشیدگرفتگی از نوع خورشیدگرفتگی جزئی بود. این خورشیدگرفتگی در تاریخ  ۱۹ اکتبر ۱۸۰۸ روی داد که زمان اوج آن، ساعت ۱۶:۵۵:۳۰ به‌وقت ساعت هماهنگ جهانی بوده‌است.